# 均苯三酚
均苯三酚，又稱間苯三酚，是一種化學式為 C6H6O3的有機化合物。固體成無色至淡黃色，屬於酚類化合物。是苯三酚（三羥基苯）三個異構體之一，三個羥基取代了1、3、5號碳（均）上面的氫。均苯三酚可用於藥物（INN：Phloroglucinol）與炸藥（如1,3,5-三硝基苯 ）的合成。會以二水合物出現。

## 製備
均苯三酚最初于1855年由根皮素合成而來。
現代的均苯三酚是由苯或1,3,5-三硝基苯（由苯加硝酸硝化而得）製成的，如下圖所示：

用錫粒還原1,3,5-三硝基苯甲酸，可製得1,3,5-三氨基苯甲酸。加熱回流其稀溶液，再用鹽酸酸化，冷卻結晶，可得均苯三酚。
在催化劑的存在下，苯和丙烯反应，精餾所得混合物，取得三異丙基苯。然後通入壓縮空氣，利用偶氮雙自由基引發劑作為催化劑，進行自然氧化。在反應中生成的醇類副產品用過氧化氫在酸性條件下氧化，變為1,3,5-三異丙苯三氫過氧化物。過氧化物在催化劑作用下分解為間苯三酚。所得的產物為酸性間苯三酚，用氫氧化鈉中和，重結晶之後可得中性的純間苯三酚。
在生物合成上，根皮素水解酶可以催化根皮素的水解，生成對羥基苯丙酸和均苯三酚。

## 反應
均苯三酚可以發生酮-烯醇互變，可以與氨發生反應，生成均苯三胺。
亦可發生Hoesch反應，生成一個芳基酮。此反應是酰化反應，需要酸作爲催化劑催化反應。例如，均苯三酚與乙腈反應生成2-乙酰基均苯三酚，如下

## 用途

### 染料
均苯三酚可用作染髮水、染料等。

### 藥品
均苯三酚的ATC代碼為A03AX12，治療功能性腸道疾病，可治療膽石等腸胃病。酰化的均苯三酚亦可用作脂肪酸合酶的抑制劑。常見用藥形式為注射，注射液裏除了有均苯三酚為有效成分之外，還有三甲基間苯三酚、氯化鈉、亞硫酸氫鈉、檸檬酸、十二水合磷酸氫二鈉等輔料。

### 鑒定
均苯三酚是測定五碳糖（戊糖）的多侖試劑的一個反應物，這個測試的精要在於均苯三酚和糖醛的顯色反應。
均苯三酚的鹽酸溶液可用來測定木質素，陽性反應為溶液變為紅色。原理是木質素裏含有松柏醛基團。亦可用甲苯胺藍來進行相似的實驗。
均苯三酚和香草醛的酒精溶液可用來測定氫氯酸（或胃酸中的鹽酸），如果鹽酸存在，溶液會變爲紅色。
甲醛與均苯三酚在鹼性條件下反應生成橘紅色化合物，用於檢驗衣服有沒有甲醛。
另外，均苯三酚可以用來鑒定銻、砷、鈰、鉻、金、鐵、汞、錫、釩、亞硝酸鹽、鉻酸鹽等金屬和無機鹽。也可用來鑒定骨頭標本的脱鈣。

### 有機合成
可使保朗是由均苯三酚透過Hoesch反應合成而來的。可使保朗是一種藥物， 具有緩解消化管平滑肌以及胰膽道平滑肌收縮痙攣的功能。
不同的爆炸物也是由均苯三酚製備而成。1,3,5-三硝基苯)、三硝基均苯三酚等正是用均苯三酚合成的。